# Aamby Valley
Aamby Valley, Sahara Lake City, är en anlagd semesterstad eller gated community vid Arabiska sjön i distriktet Pune i delstaten Maharashtra, Indien. Aamby Valley är främst avsedd för utländska och välbeställda turister. Miss World-tävlingen hölls i Aamby Valley 2005.